# Artesanato

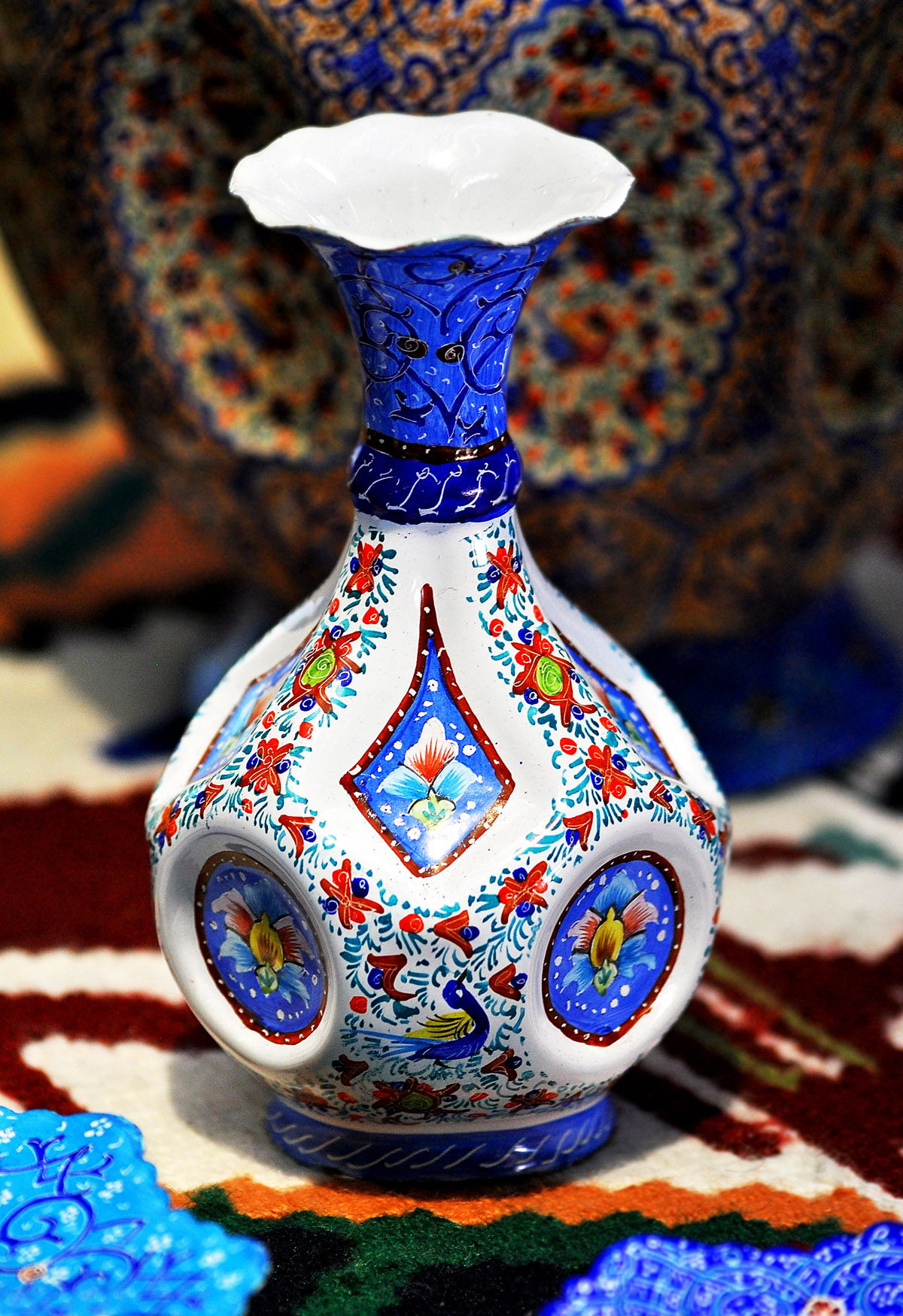
Artesanato iraniano

O artesanato é um ofício ancestral feito de forma manual utilizando a matéria-prima natural, sendo também o produto final feito por um artesão (de artesão + ato). Mas com a mecanização da indústria o artesão é identificado como aquele que produz objetos pertencentes a chamada cultura popular. O artesanato é tradicionalmente a produção na qual o produtor possui os meios de produção e trabalha com a família em sua própria casa, realizando todas as etapas da produção, desde o preparo da matéria-prima, até o acabamento; ou seja, não havendo divisão do trabalho ou especialização para a confecção de algum produto.
A arte e o artesanato possuem particularidades socioculturais da comunidade onde são produzidos; são formadas por identidade cultural, ancestralidade e, transmissão de conhecimento. O artesanato é historicamente produzido pelos indígenas (autóctones) desde muito tempo, formando assim um conhecimento tradicional que é repassado entre gerações. Como por exemplo o artesanato da etnia Kayapó Mekrãgnoti, que usa técnicas tradicionais próprias de produção, que respeita o modo de vida integrado na floresta viva e fortalece a transmissão de conhecimento tradicional.
O artesanato pode ser erudito, popular e folclórico, podendo ser manifestado de várias formas como, nas cerâmicas utilitária, funilaria popular, trabalhos em couro e chifre, trançados e tecidos de fibras vegetais e animais (sedenho), fabrico de farinha de mandioca, monjolo de pé de água, engenhocas, instrumentos de música, tintura popular. E também encontram-se nas pinturas e desenhos (primitivos), esculturas, trabalhos em madeiras, pedra guaraná, cera, miolo de pão, massa de açúcar, bijuteria, renda, filé, crochê, papel recortado para enfeite etc.

## História

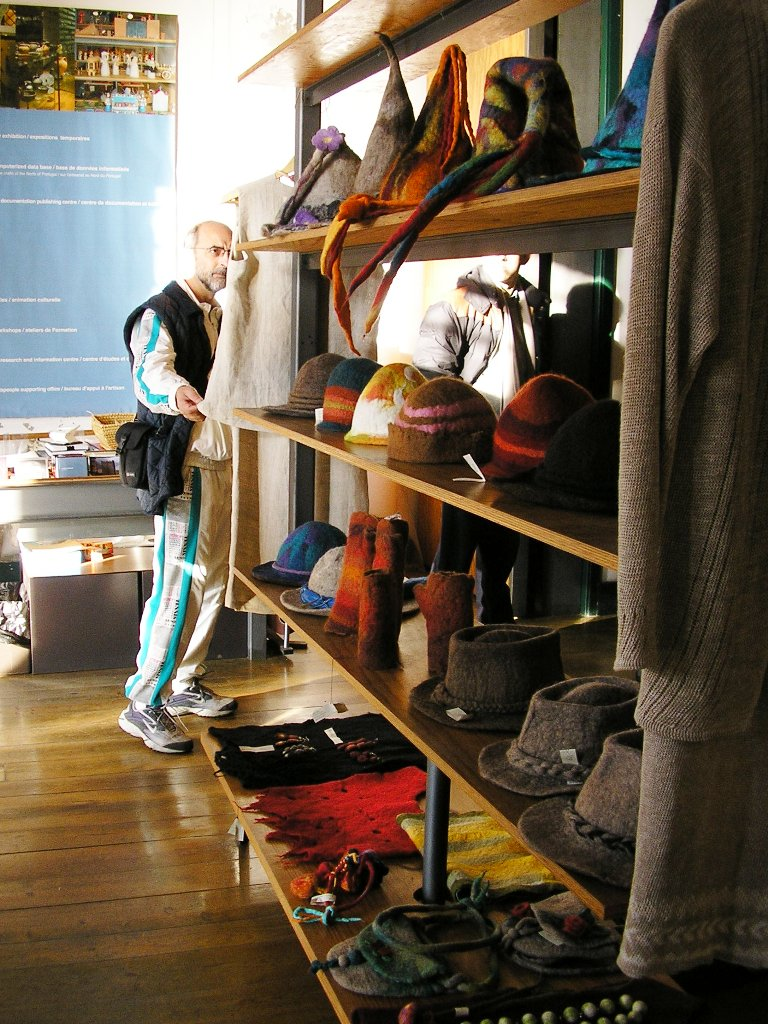
Loja de artesanato urbano, no Porto, em Portugal.

A história do artesanato tem início no mundo com a própria história do homem, pois a necessidade de se produzir bens de utilidades e uso rotineiro, e até mesmo adornos, expressou a capacidade criativa e produtiva como forma de trabalho.
A partir do século XIX, o artesanato ficou concentrado então em espaços conhecidos como oficinas, onde um pequeno grupo de aprendizes viviam com o mestre artesão, detentor de todo o conhecimento técnico. Este oferecia, em troca de mão de obra barata e fiel, conhecimento, vestimentas e comida. Criaram-se as Corporações de Ofício, organizações que os mestres de cada cidade ou região formavam a fim de defender seus interesses.

### Revolução Industrial
Com a Revolução Industrial, que iniciou na Inglaterra, o artesanato foi fortemente desvalorizado, deixou de ser tão importante, já que neste período capitalista o trabalho foi dividido colocando determinadas pessoas para realizarem funções específicas, essas deixaram de participar de todo o processo de fabricação. Além disso, os artesãos eram submetidos à péssimas condições de trabalho e baixa remuneração. Este processo de divisão de trabalho recebeu o nome de linha de montagem. Os teóricos do século XIX, como Karl Marx e John Ruskin, e artistas (ver: Romantismo) criticavam essa desvalorização. Os intelectuais da época consideravam que o artesão tinha uma maior liberdade, por possuir os meios de produção e pelo alto grau de satisfação e identificação com o produto.
Na tentativa de lidar com as contradições da Revolução Industrial, William Morris funda o grupo de Artes e Ofícios na segunda metade do século XIX, tentando valorizar o trabalho artesanal e se opondo à mecanização. Podemos pensar nos índios como os nossos mais antigos artesãos, já que, quando os portugueses descobriram o Brasil, encontraram aqui a arte da pintura utilizando pigmentos naturais, a cestaria e a cerâmica - sem falar na arte plumária, isto é, cocares, tangas e outras peças de vestuário ou ornamentos feitos com plumas de aves. O artesanato brasileiro é um dos mais ricos do mundo e garante o sustento de muitas famílias e comunidades. O artesanato faz parte do folclore e revela usos, costumes, tradições e características de cada região.

## Conhecimento tradicional
O conhecimento tradicional é um produto histórico (durante longos anos) resultado do modo de vida de uma comunidade tradicional com a biodiversidade em que está inserida (intelecto coletivo ou intelecto cultural). Este saber se reconstrói na transmissão entre as gerações e, que geralmente é feita por via oral, possui uma imediata aplicação prática nesta comunidade. De acordo com a antropóloga Manuela Carneiro da Cunha, o conhecimento tradicional e o conhecimento científico são diferentes, porém semelhantes, pois ambos são necessários e são formas de entender o mundo; De acordo com o antropólogo  Claude Lévi-Strauss, entre os povos tradicionais existem técnicas que foram desenvolvidas (algumas complexas) onde o espírito científico estava presente através da: curiosidade natural, prazer de conhecer, observações e, experiências com resultados práticos e imediatamente utilizáveis (atitudes científicas, empirismo: a experiência do real). De acordo com o IPHAN, o conhecimento tradicional é o conjunto de informações de povos indígenas e de comunidades tradicionais adquirido por meio de sua vivência junto à natureza e da observação e experimentação.

## No Brasil

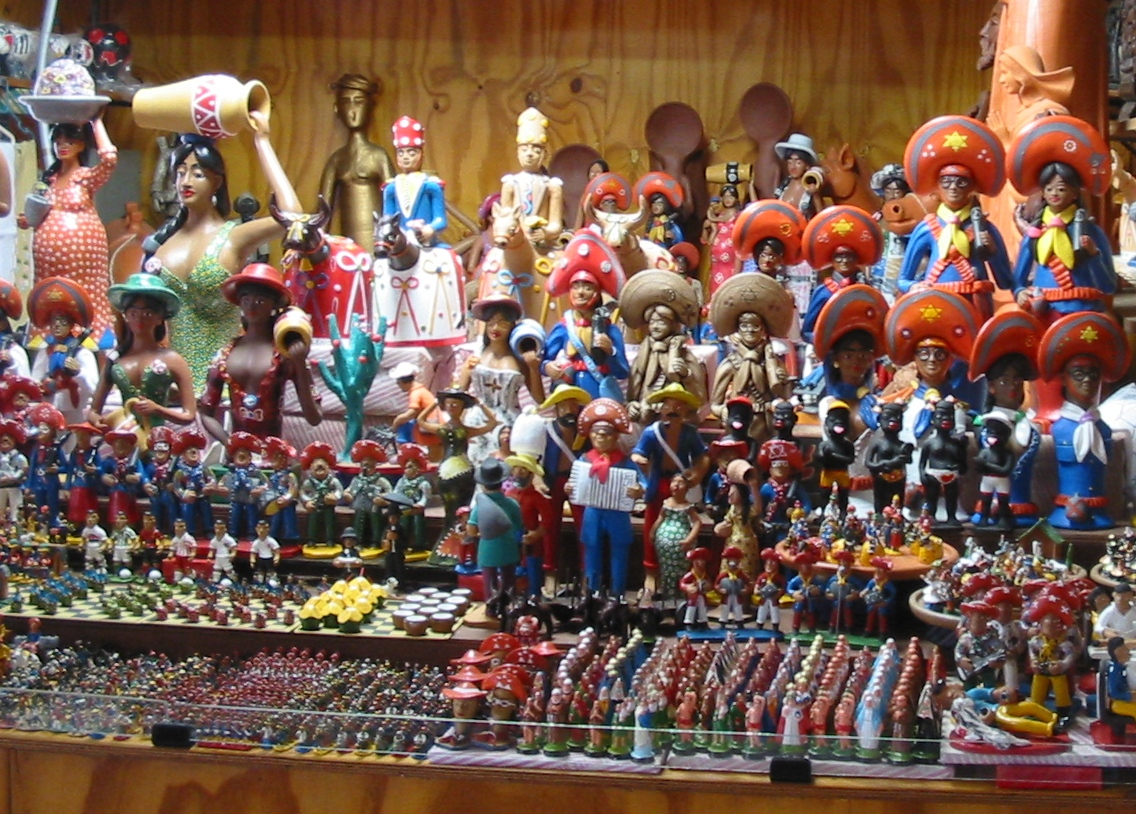
Caruaru, em Pernambuco, é o maior centro de arte figurativa da América segundo a UNESCO.

O artesanato brasileiro é diversificado e garante o sustento de muitas famílias e comunidades. Fazendo parte do folclore este revela usos, costumes, tradições e características de cada região. Os indígenas são os mais antigos artesãos. Eles utilizavam a arte da pintura, usando pigmentos naturais, a cestaria e a cerâmica, sem esquecer a arte plumária como os cocares, tangas e outras peças de vestuário feitos com penas e plumas de aves.

### Tipos Brasileiros

#### Cerâmica e bonecos de barro
É a arte popular e de artesanato mais desenvolvidas no Brasil e desenvolveu-se em regiões propícias à extração de sua matéria prima - o barro. Nas feiras e mercados do Nordeste, se encontram os bonecos de barro, reconstituindo figuras típicas da região, como os cangaceiros, retirantes, vendedores, músicos e rendeiras.

#### Entalhe de madeira

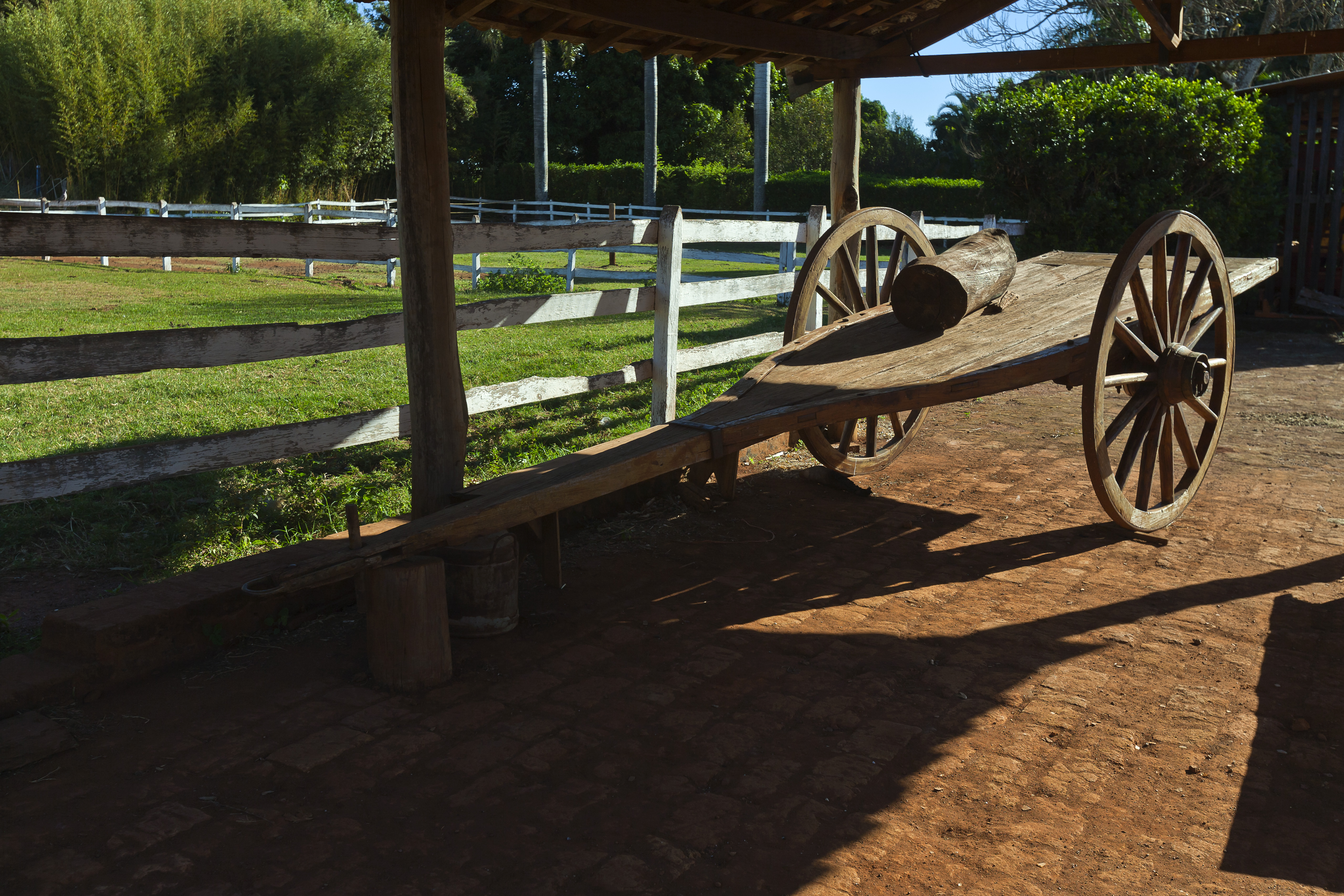
Carro de boi, artesanato em madeira com poucas peças de metal

É uma manifestação cultural muito utilizada pelos índios nas suas construções de armas, utensílios, embarcações, instrumentos musicais, máscaras e bonecos. Os artesanatos em madeira produzem objetos diversificados com motivos da natureza, do universo humano e a fantasia. Exemplos disso são as carrancas, ou cabeças-de-proa, os utensílios como cocho, pilão, gamelas e móveis simples e rústicos, os engenhos, moendas, tonéis, carroças e o maior produto artesanal em madeira - contando com poucas partes de metal - são os carros de bois.

### Cestas e trançados

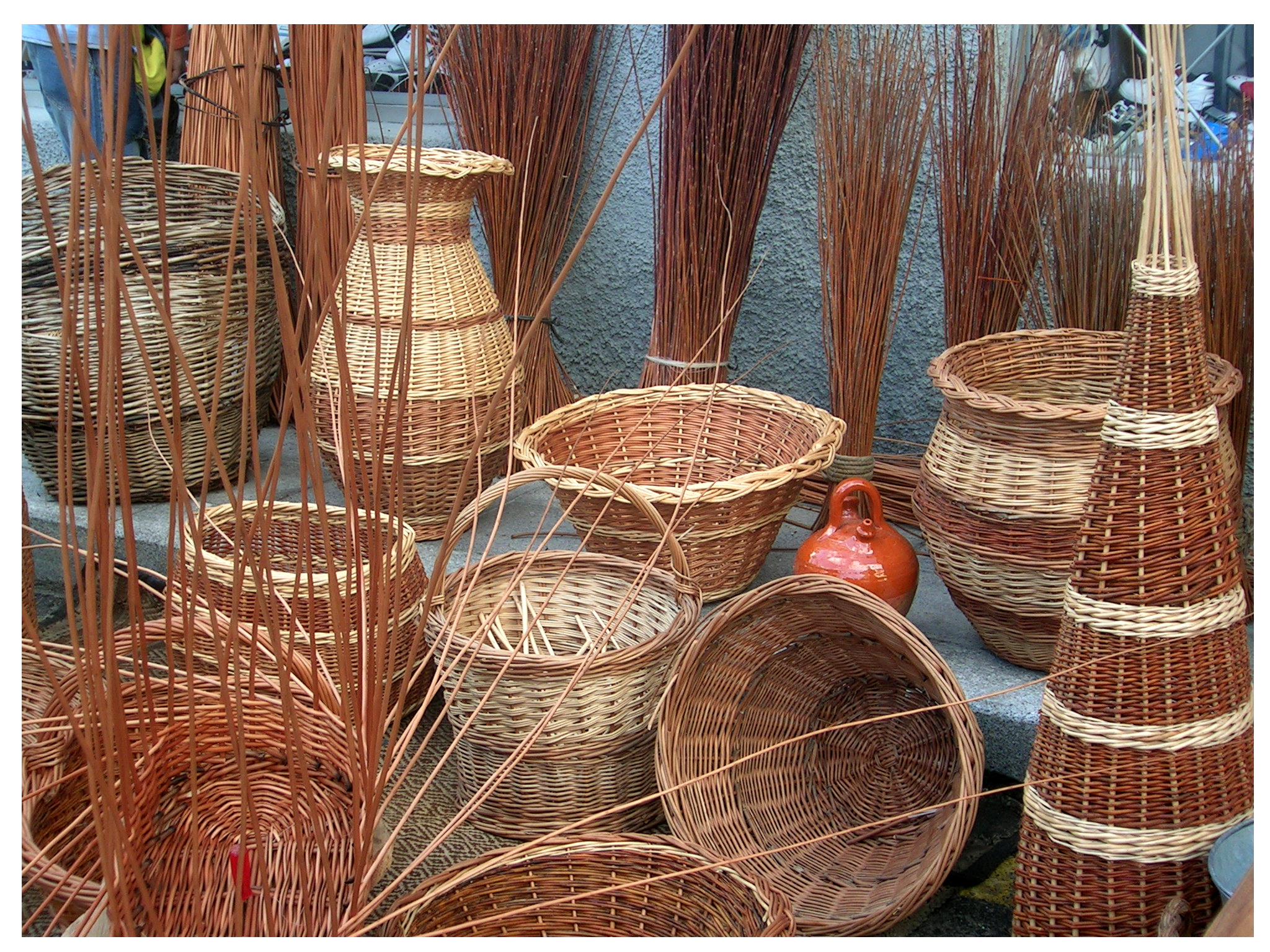
Cestas feitas com Vime

A arte de trançar fibras, deixada pelos índios, inclui esteiras, redes, balaios, chapéus, peneiras e outros. Quanto à decoração, os objetos de trançados possuem uma imensa variedade, explorada através de formas geométricas, espessuras diferentes, corantes e outros materiais. Esse tipo de artesanato pode-se encontrar espalhados em diversas regiões do Norte e Nordeste do Brasil como, na Bahia, Mato Grosso, Maranhão, Pará e o Amazonas.

### Artesanato indígena

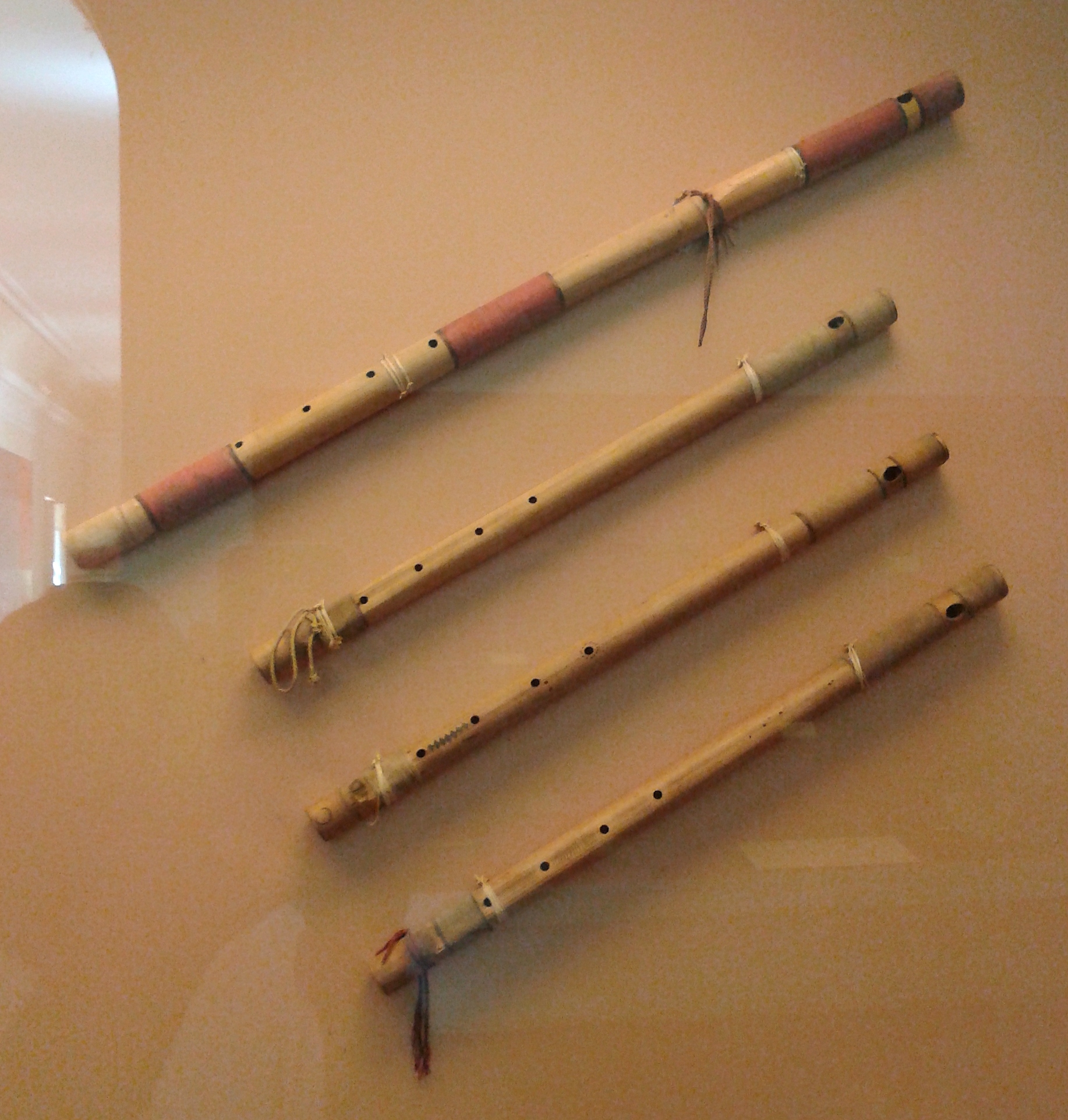
Exemplares de artesanato indígena: flautas

Cada povo indígena tem seu próprio artesanato. Em geral, a tinta usada pelas tribos é uma tinta natural, proveniente de árvores ou frutos. Os adornos e a arte plumária são outro importante trabalho indígena. A grande maioria das tribos desenvolvem a cerâmica e a cestaria. E como passatempo ou em rituais sagrados, os índios desenvolveram flautas e chocalhos.
Os principais tipos de artesanato são: plumária, cestaria, máscaras e, cerâmica.
- Plumária: caracterizada pelo uso de penas/plumas de diversas aves para criar adornos e peças cerimoniais.[13]
- Cestaria: caracterizada pelo uso de fibras naturais (cipó, palha e, palmeira) na produção de itens funcionais (cestas e peneiras), onde cada etnia possui métodos de tecelagem, e usam símbolos culturais para representarem a identidade indígena.[13]
- Máscara: o principal elemento nos rituais/cerimônias, que representam figuras espirituais e ancestrais, caracterizada pelo uso de madeira e couro, são pintadas com símbolos em referência ao poder e ao espiritual.[13]
- Cerâmica: uma das formas mais antigas de artesanato, sendo a mais praticada entre os indígenas, que é produzida com a modelagem da argila na criação de utensílios do cotidiano (potes e tigelas) e peças ornamentais pintadas com grafismo.[13]

## Artesanato sustentável
O artesanato sustentável é uma modalidade que une o artesanato com a sustentabilidade ambiental. Trata-se da utilização da reciclagem na produção de objetos artesanais.

Atualmente muitos vêm falando sobre sustentabilidade e preservação do meio ambiente. Estudiosos e pesquisadores buscam maneiras de preservar a natureza e para isso tentam conscientizar a sociedade sobre o grande consumismo que está ocorrendo, o lixo que vem sendo produzido e o impacto que isso causa no ambiente em que vivemos, demonstrando as consequências que sofreremos se continuarmos tendo a atitude de hoje no futuro, pois são poucos os que de fato se preocupam com isso.   

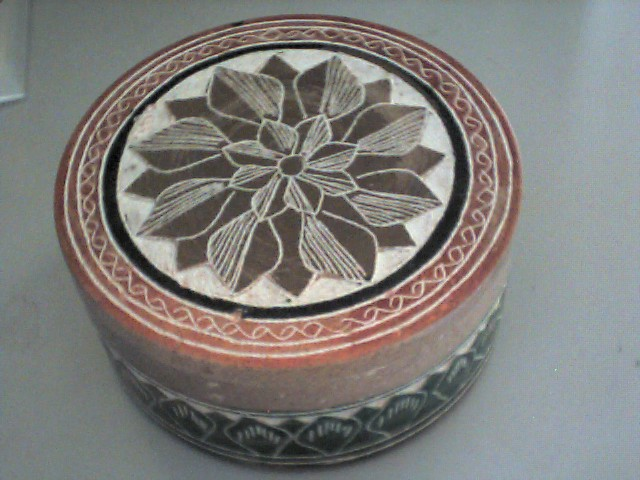
Artesanato de Ouro Preto - Minas Gerais

Atualmente, encontram-se vários artesãos que usam como matéria-prima objetos que para muitos não passam de lixo. Obras com reconhecimento mundial são feitas a partir de materiais recicláveis. Os objetos mais produzidos são os artigos de decoração, como exemplos de artistas que transformam lixo em arte são: Sayaka Kajita, artista japonesa que cria obras de escultura com plástico; Ann Smith, americana que utiliza peças quebradas de eletrodomésticos para criar robôs em forma de animais e também o artista brasileiro Jaime Prades, transformando pedaços de madeira jogados na rua em esculturas de árvores.
Para a produção de artesanato sustentável os artesãos usam materiais que são de fácil acesso e podem ser encontrados na rua, como garrafas de vidro, papelão, lâmpadas, latas de refrigerante, entre outros objetos que constantemente estão sendo jogados no meio ambiente e que acabam poluindo a natureza. Mas é preciso ter em mente que nenhum objeto se perde, qualquer lixo encontrado na rua pode se tornar uma obra prima de grande valor, apenas é preciso unir a conscientização e a criatividade para diminuir o impacto ambiental e favorecer a cultura.
A cultura de uma cidade é importante porque permite que valores não sejam perdidos, cada lugar tem suas tradições, origens, movimentos religiosos entre outras práticas, e unir o artesanato à cultura possibilita a representação das práticas culturais e renova a história dos povos.

## Galeria

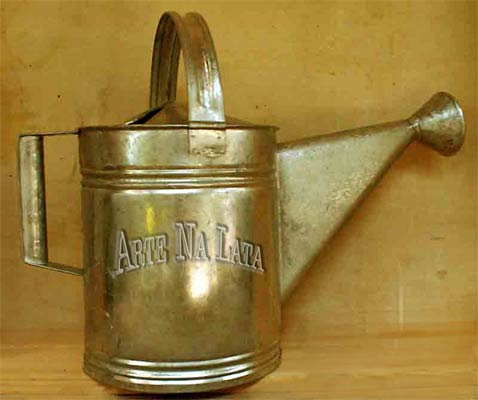
Regador produzido artesanalmente
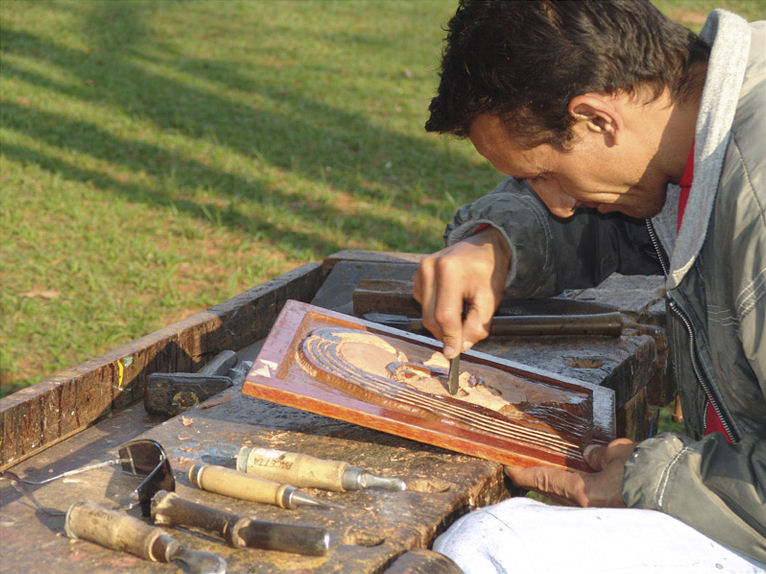
Artesão entalhando em baixo relevo
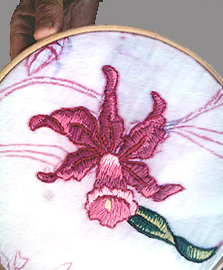
Exemplo de artesanato bordado em execução.
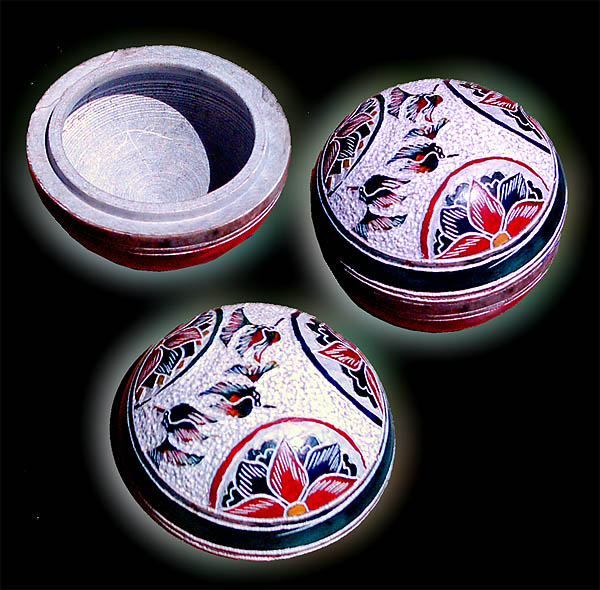
Artesanato utilitário em pedra sabão.
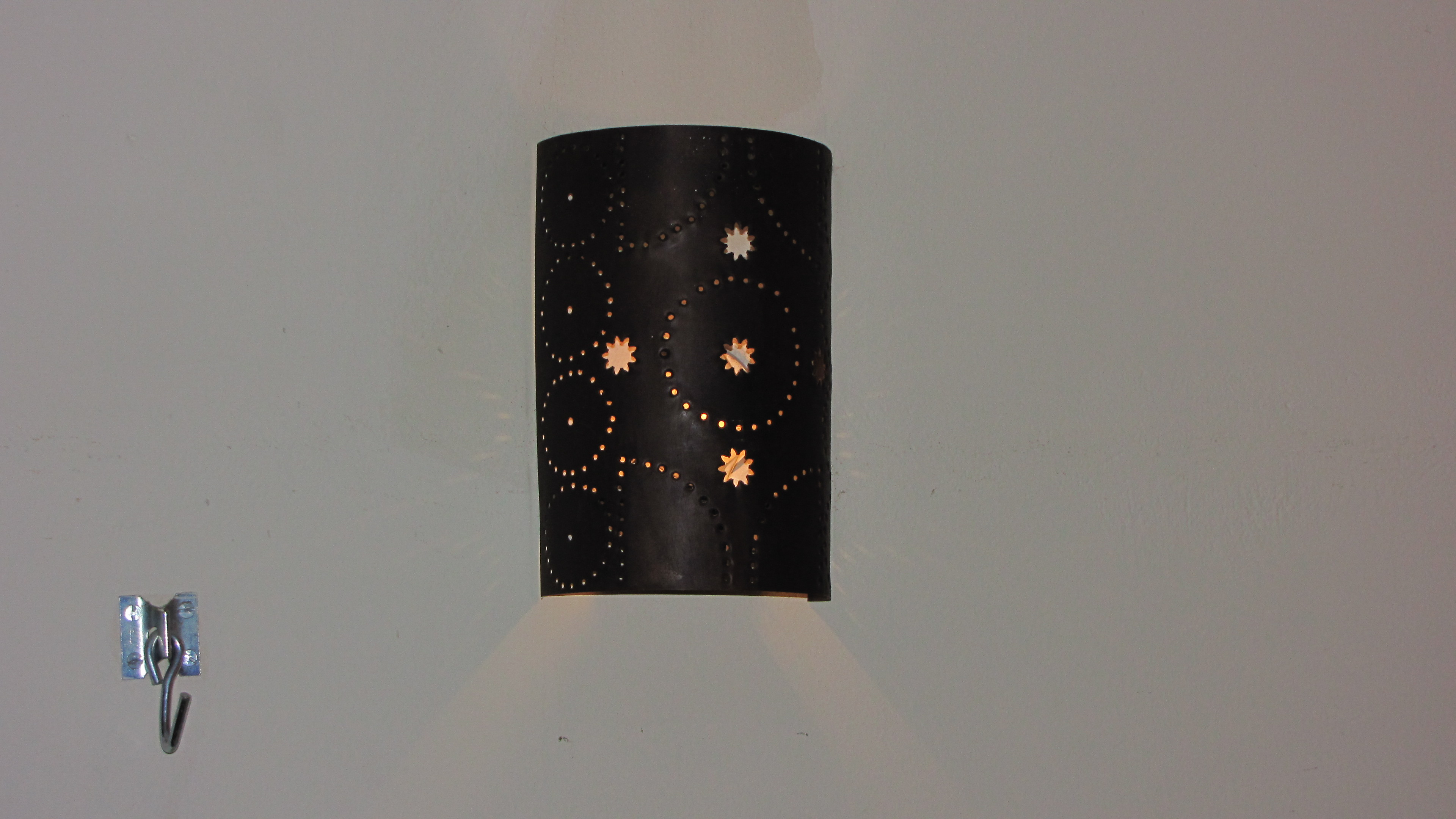
Luminária produzida com materiais recicláveis.
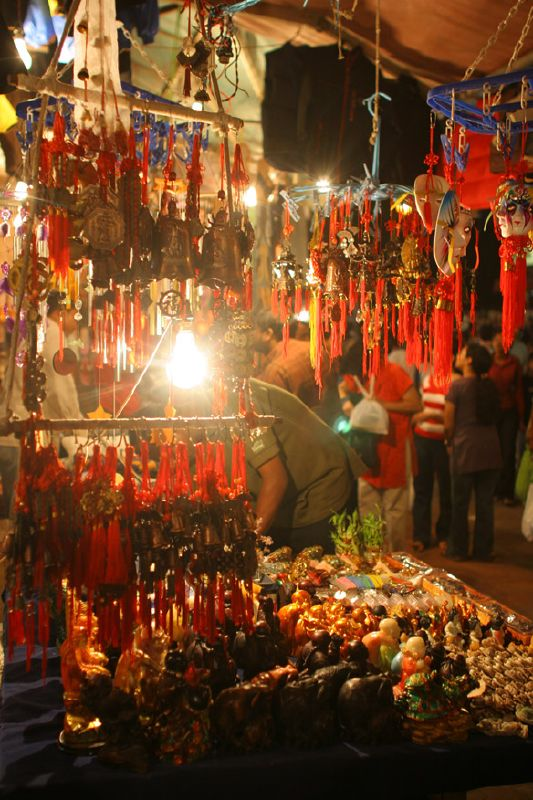
Loja de artesanato em Déli (Índia).
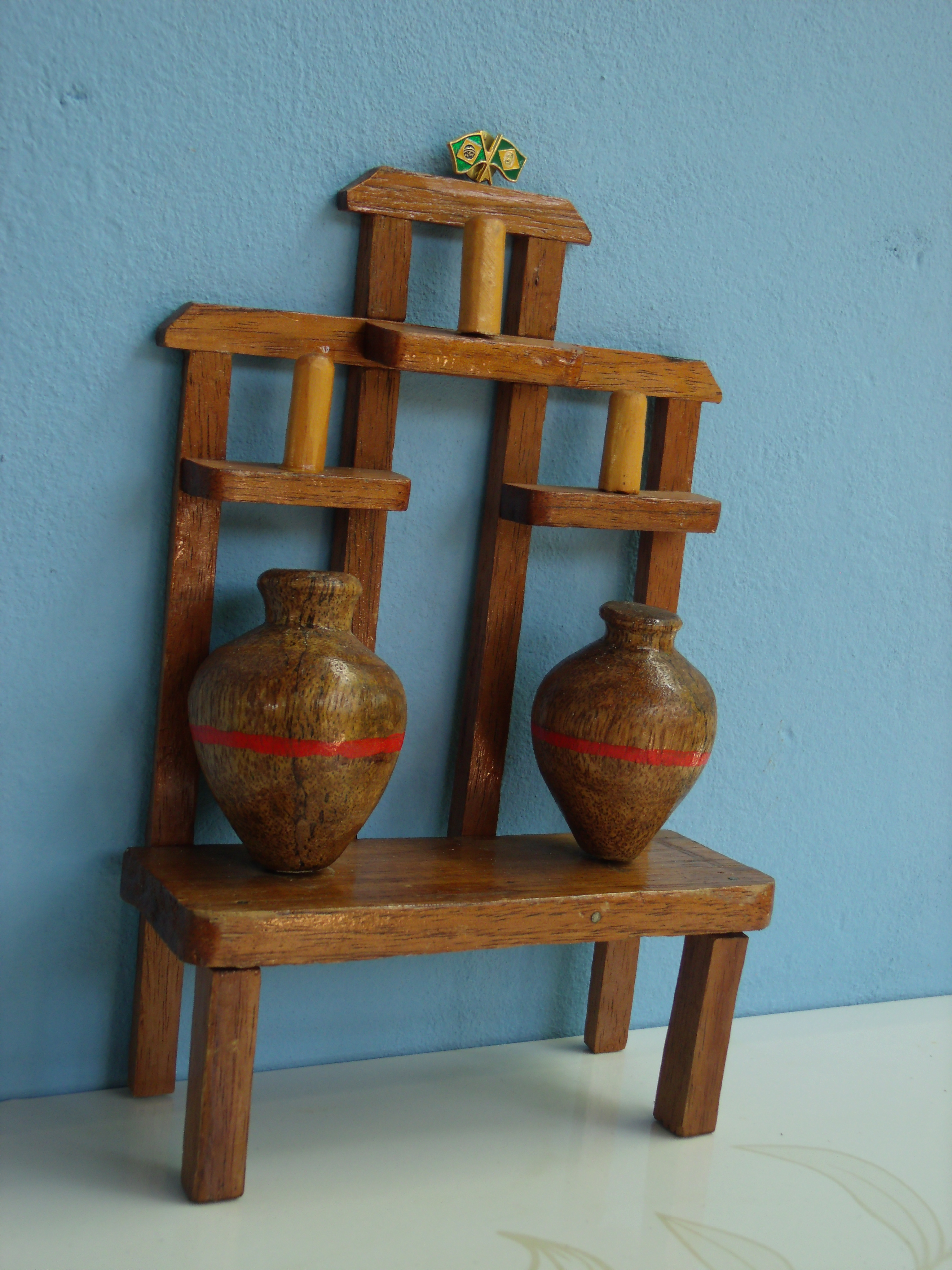
Artesanato com coco babaçu, no nordeste do Brasil